# Extensão de Kan
Na teoria das categorias, a extensão de Kan trata do problema de aproximar um functor por outro functor definido em outra categoria. O conceito recebe o nome de Daniel Kan, que começou a estudar casos particulares em 1958. Maiores aplicações da teoria de extensões de Kan surgiram na álgebra homológica, com o estudo de functores derivados.

## Definição
Sejam functores F : C → E e K : C → D. Uma extensão de Kan esquerda de F ao longo de K é um functor LanK F : D → E junto a um isomorfismo
Nat(LanK F, S) ≅ Nat(F, S ∘ K)
natural em S : D → E. Noutras palavras, existe transformação natural η : F → LanK F ∘ K tal que, para qualquer functor S : D → E e qualquer transformação natural γ : F → S ∘ K, existe única transformação natural γ′ : LanK F → S tal que γ = γ′ K ∘ η.
Dualmente, uma extensão de Kan direita de F ao longo de K é um functor RanK F : D → E junto a um isomorfismo
Nat(S ∘ K, F) ≅ Nat(S, RanK F)
natural em S : D → E. Noutras palavras, existe transformação natural ε : RanK F ∘ K → F tal que, para qualquer functor S : D → E e qualquer transformação natural δ : S ∘ K → F, existe única transformação natural δ′ : S → RanK F tal que δ = ε ∘ δ′ K.
Se todos os functores F : C → E admitem extensão de Kan esquerda ao longo de K, o functor _ ∘ K : ED → EC admite adjunto esquerdo LanK. Dualmente, se todos os functores F : C → E admitem extensão de Kan direita ao longo de K, o functor _ ∘ K admite adjunto direito RanK.

### Exemplos
- Considere C = E = (ℤ, ≤), D = E = (ℝ, ≤), F : ℤ → ℤ como a identidade e K : ℤ → ℝ como a inclusão. (Toda pré-ordem pode ser considerada como uma categoria.) Então, a extensão de Kan esquerda de F ao longo de K é a função teto e a extensão de Kan direita de F ao longo de K é a função piso. Com efeito, se n ∈ ℤ e x ∈ ℝ, vale ⌈x⌉ ≤ n sse x ≤ n, e n ≤ x sse n ≤ ⌊x⌋.[5]
- Representações lineares de um grupo G são functores de B G (categoria de um objeto e morfismos correspondentes aos elementos de G) à categoria k-Vet dos espaços vetoriais sobre um corpo k. Toda representação linear de subgrupo H ⊆ G admite extensão de Kan esquerda (chamada representação induzida) e extensão de Kan direita (chamada representação coinduzida), ao longo da inclusão B H → B G.[4]

### Fórmula para extensões de Kan
Dados functores F : C → E e K : C → D, tem-se fórmula para a extensão de Kan esquerda (desde que o colimite abaixo exista):
{\displaystyle \mathrm {Lan} _{K}(F)(d):=\mathrm {colim} (K\downarrow d\xrightarrow {P} C\xrightarrow {F} E)}
onde K ↓ d denota uma categoria vírgula, e P : K ↓ d → C projeção na primeira componente.
Dualmente, tem-se fórmula para a extensão de Kan direita (desde que o limite abaixo exista):
{\displaystyle \mathrm {Ran} _{K}(F)(d):=\mathrm {lim} (d\downarrow K\xrightarrow {Q} C\xrightarrow {F} E)}
Alguns exemplos de aplicação da fórmula.
- Sejam C = (ℚ, ≤), D = E = (ℝ, ≤), F : ℚ → ℝ a função q ↦ 2q, e K : ℚ → ℝ a inclusão. Então, as extensões de Kan esquerda e direita de F ao longo de K coincidem, porque, para cada d ∈ ℝ:[6]

{\displaystyle {\begin{aligned}2^{d}&=\sup\{2^{q}\mid \mathbb {Q} \ni q\leq d\}\\&=\inf\{2^{q}\mid d\leq q\in \mathbb {Q} \}\end{aligned}}}
- Dada categoria pequena C, a categoria SetCop é a "cocompletação livre" de C. Isto é, sendo y : C → SetCop a imersão de Yoneda, para cada categoria cocompleta E, para cada functor A : C → E, existe functor L : SetCop → E preservando colimites tal que L ∘ y = A, dado pela fórmula:{\displaystyle L(F)=\mathrm {colim} \left(\int {F}\to C\xrightarrow {A} E\right)}onde ∫ F denota a categoria de elementos de F : Cop → Set.[7]

## Extensão de Kan pontual
Sejam functores F : C → E e K : C → D. Um functor L : E → E′ é dito preservar uma extensão de Kan esquerda (LanK F, η) quando (L ∘ LanK F, L η) é uma extensão de Kan esquerda de L ∘ F ao longo de K. Adjuntos esquerdos preservam todas as extensões de Kan esquerdas. Similarmente, adjuntos direitos preservam todas as extensões de Kan direitas.
Uma extensão de Kan direita (RanK F, ε) é dita ser pontual quando é preservada pelo functor representável hom(e, _) para cada e ∈ E. Já uma extensão de Kan esquerda (LanK F, η) é dita ser pontual quando ((LanK F)op, ηop) é extensão de Kan direita pontual (do functor Fop : Cop → Eop ao longo do functor Kop : Cop → Dop).
Uma extensão de Kan direita é pontual se e só se é dada pela fórmula em termos de limite da seção #Fórmula para extensões de Kan acima. Dualmente, uma extensão de Kan esquerda é pontual se e só se é dada pela fórmula em termos de colimite acima.

## Aplicações
A seguir, algumas situações nas quais extensões de Kan são usadas.
- Determinação de functores derivados em categorias homotópicas (que incluem os functores Ext e Tor).[10]
- Identificação de functores (co)densos (a grosso modo, quando objetos são (co)limites de objetos de uma subcategoria dada).
- Estudo de mônades de codensidade, que generalizam mônades induzidas por adjunções.[7]